# Череија (Бјела)
Череија је насеље у Италији у округу Бијела, региону Пијемонт.
Према процени из 2011. у насељу је живело 112 становника. Насеље се налази на надморској висини од 551 м.